# Anne-Marie Lizin
Anne-Marie Vanderspeeten coniugata Lizin (Huy, 5 gennaio 1949 – Huy, 17 ottobre 2015) è stata una politica belga.
Già sindaco di Huy dal 1983 al 23 marzo 2009, è stata Segretario di Stato per Europa 1992 nei governi presieduti da Wilfried Martens e Presidente del Senato del Belgio dal 2004 al 2007.
Ha iniziato la sua attività parlamentare sia a livello nazionale che europeo diventando prima europarlamentare dal 1979 al 1988, successivamente membro della Camera dei rappresentanti del Belgio dal 1991 al 1995, e del Senato belga dal 1995 al 2010

## Formazione
Dopo aver terminato la scuola, ha studiato economia all'Università di Liegi e si è laureata.

## Carriera politica

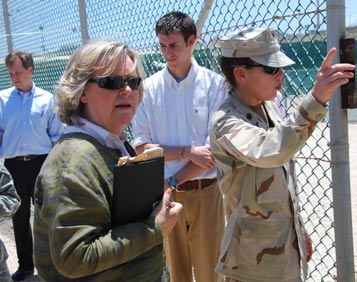
Ann-Marie Lizin Presidente del Senato del Belgio, visita il Campo di prigionia di Guantánamo nel 2007

La carriera politica di Lizin ha inizio nel consiglio comunale di Ben-Ahin, in cui resta dal 1970 al 1976. Nel 1977, è eletta al consiglio comunale di Huy, di cui diventa sindaca nel 1983 mantenendo la carica per 26 anni. Nel marzo 2009 è costretta a dimettersi a causa di alcuni scandali.
Nel 1979, è eletta al Parlamento europeo col Partito Socialista. Nel 1988, ricopre ruoli all'interno del governo nazionale mentre nel 1995 entra nel Senato belga, di cui diventa la prima donna presidente nel 2004.

## Femminista
Fondatrice di un'organizzazione no profit chiamata Terre des Femmes, Anne-Marie Lizin promuove un progetto per estendere l'asilo politico alle vittime di persecuzioni per motivi di sesso.
Anne-Marie Lizin ha assunto la presidenza del Consiglio delle donne francofone dal 1996 al 2002 e da allora presiede la Commissione vallone del CFFB.
È cofondatrice dell'associazione Atlanta +, che si occupa, in particolare, del rispetto della Carta olimpica per le atlete (nessuna vela, ad esempio).

## Morte
Lizin fu ricoverata a Parigi il 7 ottobre 2015. Pochi giorni dopo aver lasciato l'ospedale, muore all'Hotel Fort di Huy il 17 ottobre 2015.